# 捷爾薩河
捷爾薩河是俄羅斯的河流，屬於梅德韋季察河的右支流，由薩拉托夫州和伏爾加格勒州負責管轄，河道全長249公里，流域面積8,810平方公里，發源自伏爾加高地，河水主要來自融雪，每年十一月至翌年四月結冰。河畔聚居地有鲁德尼亚、萨莫伊洛夫卡。